# Hashimoto Heihachi

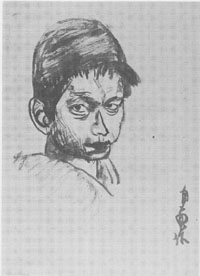
Hashimoto Selbstporträt, 1927

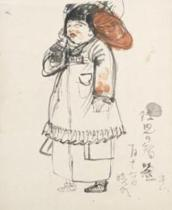
Zeichnung

Hashimoto Heihachi (japanisch 橋本 平八; geboren: 17. Oktober 1897 in Ise (Präfektur Mie); gestorben: 1. November 1935 in Tōkyō) war ein japanischer Bildhauer der Taishō- und Shōwa-Zeit. Sein Bruder ist der Lyriker und Fotograf Kitazono Katsue.

## Leben und Wirken
Nachdem Hashimoto Heihachi Schnitzen bei den Holzschnitzern Miyake Masanao II. (三宅正直二世; 1848–1922) und Kameda Mokusuke aus Uji-Yamada gelernt hatte, ging er 1919 nach Tōkyō und wurde dort Schüler von Satō Chōzan (1888–1963). Ab 1924 stellte er auf den Ausstellungen des Nihon Bijutsuin, kurz „Inten“ (院展) genannt, aus. 1927 wurde er assoziiertes Mitglied des Nihon Bijutsuin. 1935 wurde er zu den Ausstellungen der „Teiten“ eingeladen. Das bedeutete, dass seine eingereichten Werke ohne jede weitere Prüfung akzeptiert wurden.
Hashimoto lebte zurückgezogen am Berg Asama in der Präfektur Mie. Großen Einfluss auf Hashimoto hatten die schlichten buddhistischen Holz-Skulpturen des Priesters Enkū, der im 17. Jahrhundert wirkte. So zeigen Hashimotos Arbeiten eine Mischung von Volkskunst und östlichem Symbolismus mit visionären Elementen. In diesem Sinne nimmt er eine Sonderstellung unter den modernen japanischen Bildhauern ein.
Zu seinen repräsentativen Werken gehören „Nackter Knabe“ (裸形少年, Ragyō shōnen) und „Spielender Engel im Blumengarten“ (花園に遊ぶ天女; Hanazono no asobu tennyo).